# Partido Zhi Gong de China
El Partido Zhi Gong de China (en chino simplificado, 中国致公党/中國致公黨; pinyin, Zhōngguó Zhìgōngdǎng; literalmente, ‘Partido de Interés Público de China’) es uno de los ocho partidos políticos legalmente reconocidos en la República Popular China que siguen la dirección del Partido Comunista de China y están representados en la Conferencia Consultiva Política del Pueblo Chino.

## Historia
El Partido Zhi Gong de China se deriva de la organización de la Sociedad Hung en el extranjero "Hung Society Zhigong Hall" o "Chee Kong Tong", con sede en San Francisco, EE. UU. Esta organización fue uno de los partidarios clave de Sun Yat-sen en sus esfuerzos revolucionarios para derrocar a la dinastía Qing.
El partido fue fundado en octubre de 1925 en San Francisco y estaba dirigido por Chen Jiongming y Tang Jiyao, dos ex caudillos del Kuomintang que se pasaron a la oposición. Su primera plataforma fue el federalismo y la democracia multipartidista. El partido trasladó su sede a Hong Kong en 1926. Después de la invasión japonesa de Manchuria en 1931, comenzó a participar en boicots y propaganda antijaponesa. El partido casi fue aniquilado durante la ocupación japonesa de Hong Kong. El partido se volvió hacia la izquierda durante su tercer congreso durante la Guerra Civil entre el Kuomintang y el Partido Comunista, en mayo de 1947,
Tras la fundación de la República Popular China, por invitación del Partido Comunista de China, los representantes del PZGC Seis representantes del Partido Zhi Gong, Chen Qiyou, Chen Yansheng, Huang Dingchen, Guan Wensen, Lei Rongke y Yan Xichun, asistieron a la Primera Sesión Plenaria del Conferencia Consultiva Política del Pueblo Chino en 1949. Participaron en la elaboración del Programa Común del CCPPCh y en la elección del Gobierno Popular Central. Como parte de la reorganización del Partido Comunista Chino de los partidos alineados minoritarios, el PZGC fue designado como el partido de los chinos de ultramar que regresaron, sus parientes y destacadas figuras y académicos que tienen vínculos en el extranjero.
En ocasiones, el partido parece ser utilizado como un intermediario conveniente para los contactos con determinados intereses extranjeros. Por ejemplo, cuando una delegación de políticos paraguayos visitó Pekín en 2001 y se reunió con Li Peng (a pesar de que Paraguay no tenía relaciones diplomáticas con la República Popular China, sino con la República de China en Taiwán), no fue invitada por el gobierno de la República Popular China o el Partido Comunista, sino por el Partido Zhi Gong de China.
En abril de 2007, Wan Gang, vicepresidente del Comité Central del Partido Zhi Gong, fue nombrado ministro de Tecnología de China. Este fue el primer nombramiento ministerial no perteneciente al Partido Comunista en China desde la década de 1950.

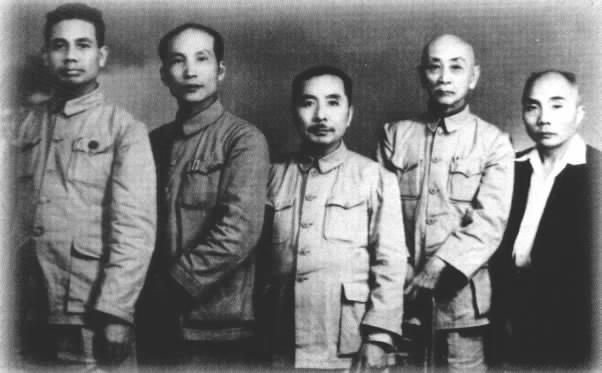
Los representantes del Partido Zhi Gong que participaron en la primera sesión plenaria de la CCPPCh (de izquierda a derecha): Lei Rongke, Huang Dingchen, Chen Qiyou, Guan Wensen, Yan Xichun

Hay muchos miembros famosos en la historia del Partido Zhi Gong. En los últimos años de la dinastía Qing, después del establecimiento de la Asociación Xingzhong, Sun Yat-sen sirvió como Asociación General de Hong Kong a cargo del castigo en Honolulu en el extranjero. Li Dazhao, el fundador del Partido Comunista de China, declaró en el artículo "Revolución Nacional Zhongshanista y Revolución Mundial" que Tiandihui es el único grupo revolucionario chino que mantiene vínculos organizativos con la Primera Internacional fundada y dirigida por el mismo Marx. El mariscal Zhu De de la República Popular China se unió una vez a la Hermandad de Ancianos cuando era joven, y más tarde incluso lo ayudó a reunir tropas. Además, Situ Meitang, Chen Yansheng, Guan Wensen, Zhang Ziyi, Li Bingbing, Chen Guangbiao, Zhu Mingying, Cheng Weiran, Xu Ming y otros también son miembros de este partido.

## Presidentes
1. Chen Jiongming (1925–1933)
2. Chen Yansheng (陈演生) (1933–1947)
3. Li Jishen (1947–1950)
4. Chen Qiyou (陈其尤) (1950–1979)
5. Huang Dingchen (黄鼎臣) (1979–1984)
6. Dong Yinchu (董寅初) (1984–1997)
7. Luo Haocai (1997–2007)
8. Wan Gang (2007–presente)[3]